# Erdbeben in El Salvador Januar 2001
Das Erdbeben von El Salvador am 13. Januar 2001 war ein Erdbeben, dessen Epizentrum an der Küste von El Salvador, etwa 100 km südwestlich von San Miguel lag. Es hatte eine Magnitude von 7,7 Mwc auf der Momenten-Magnituden-Skala. Das Beben, das in einer Tiefe von 60 km wirkte, war an der Grenze der Karibischen Platte und der Cocosplatte entstanden und war von Mexiko-Stadt bis nach Kolumbien, in fast ganz Mittelamerika, zu spüren. Signifikante Nachbeben ereigneten sich am 14. und 16. Januar.
In El Salvador wurden 944 Menschen getötet – davon alleine 585 bei zwei großen Rutschungen in Nueva San Salvador und in Comasagua – und 5565 verletzt. 108.226 Häuser wurden zerstört; mehr als 150.000 Gebäude erlitten Schäden. Zusätzlich ereigneten sich mehr als 16.000 Rutschungen. In Guatemala starben acht Personen durch das Beben.